# Gran Premi d'Itàlia del 1958
Resultats del Gran Premi d'Itàlia de Fórmula 1 de la temporada 1958 disputat al circuit de Monza el 7 de setembre del 1958.

## Resultats
| Pos | No | Pilot                    | Equip           | Voltes | Temps/ Retirada  | Pos. de sortida | Punts |
| --- | -- | ------------------------ | --------------- | ------ | ---------------- | --------------- | ----- |
| 1   | 28 | Tony Brooks              | Vanwall         | 70     | 2h 03' 47. 8     | 2               | 8     |
| 2   | 14 | Mike Hawthorn            | Ferrari         | 70     | + 24.2 s         | 3               | 6     |
| 3   | 18 | Phil Hill                | Ferrari         | 70     | + 28.3 s         | 7               | 4     |
| 4   | 32 | Masten Gregory           | Maserati        | 69     | + 1 Volta        | 11              | 3     |
| 5   | 6  | Roy Salvadori            | Cooper - Climax | 62     | + 8 Voltes       | 14              | 2     |
| 6   | 38 | Graham Hill              | Lotus - Climax  | 62     | + 8 Voltes       | 12              |       |
| 7   | 36 | Cliff Allison            | Lotus - Climax  | 61     | + 9 Voltes       | 16              |       |
| Ret | 42 | Maria Teresa de Filippis | Maserati        | 57     | Motor            | 21              |       |
| Ret | 22 | Giulio Cabianca          | Maserati        | 51     | Motor            | 20              |       |
| Ret | 8  | Jean Behra               | BRM             | 42     | Embragatge       | 8               |       |
| Ret | 24 | Hans Herrmann            | Maserati        | 32     | Motor            | 18              |       |
| Ret | 30 | Stuart Lewis-Evans       | Vanwall         | 30     | Sobreescalfament | 4               |       |
| Ret | 2  | Maurice Trintignant      | Cooper - Climax | 24     | Caixa canvi      | 13              |       |
| Ret | 26 | Stirling Moss            | Vanwall         | 17     | Caixa canvi      | 1               |       |
| Ret | 12 | Jo Bonnier               | BRM             | 14     | Transmissió      | 10              |       |
| Ret | 20 | Olivier Gendebien        | Ferrari         | 4      | Suspensions      | 5               |       |
| Ret | 40 | Gerino Gerini            | Maserati        | 2      | Accident         | 19              |       |
| Ret | 34 | Carroll Shelby           | Maserati        | 1      | Direcció         | 17              |       |
| Ret | 16 | Wolfgang von Trips       | Ferrari         | 0      | Accident         | 6               |       |
| Ret | 10 | Harry Schell             | BRM             | 0      | Accident         | 9               |       |
| Ret | 4  | Jack Brabham             | Cooper - Climax | 0      | Suspensions      | 15              |       |

## Altres
- Pole: Stirling Moss 1' 40. 5

- Volta ràpida: Phil Hill 1' 42. 9 (a la volta 26)